# تيم باسيت
تيم باسيت (بالإنجليزية: Tim Bassett)‏ مواليد 1 أبريل 1951 في واشنطن العاصمة، هو لاعب كرة سلة أمريكي معتزل. بدأ مسيرته الاحترافية في سنة 1973. تم اختياره من قبل فريق بوفالو بريفز خلال الدرافت. يبلغ طوله 6 قدم 8 بوصة (2.0 م). اعتزل اللعب في 1982. أحرز خلال مسيرته في الإن بي إيه 2933 نقطة بمعدل 6.2 نقاط في المباراة الواحدة.

## المسيرة الاحترافية
لعب مع بروكلين نتس في سنة 1975، ثم لعب مع سان أنطونيو سبرز في سنة 1980، ثم لعب مع بالاكانسترو فاريزي في الدوري الإيطالي من سنة 1980 إلى 1982.

## روابط خارجية
- تيم باسيت على موقع إن بي أي (الإنجليزية)
- تيم باسيت على موقع سبورتس رفرنس (الإنجليزية)
- تيم باسيت على موقع كلية كرة السلة في سبورتس رفرنس.كوم (الإنجليزية)
- تيم باسيت على موقع ريلجم (الإنجليزية)
- تيم باسيت على موقع بروبوليرز (الإنجليزية)